# Gardenia jasminoides
La gardènia o gardènia comuna (Gardenia jasminoides) és un arbust de fulla perenne inclòs en la família Rubiaceae. Té l'origen a Àsia i es troba en estat salvatge a Vietnam, sud de la Xina, Taiwan, Japó, Myanmar i l'Índia. Amb les seues brillants fulles verdes i flors blanques molt fragants, d'estiu, és àmpliament utilitzada en els jardins de climes temperats i subtropicals càlids, i com a planta d'interior en les regions temperades. Ha estat conreada a la Xina durant almenys mil anys, i s'introduí als jardins anglesos a mitjan segle xviii. Moltes varietats se n'han criat per a l'horticultura.

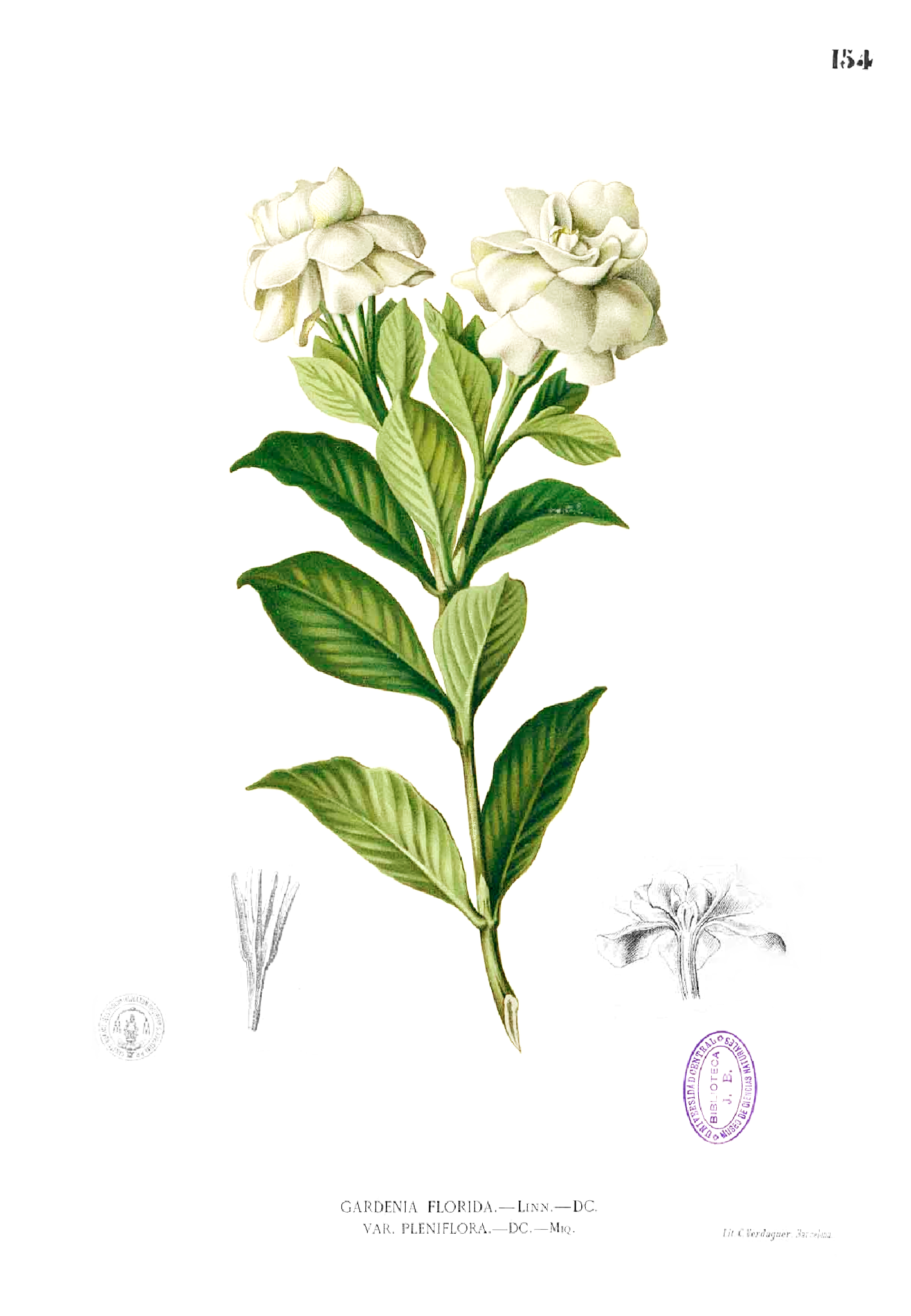
Il·lustració botànica de 1880

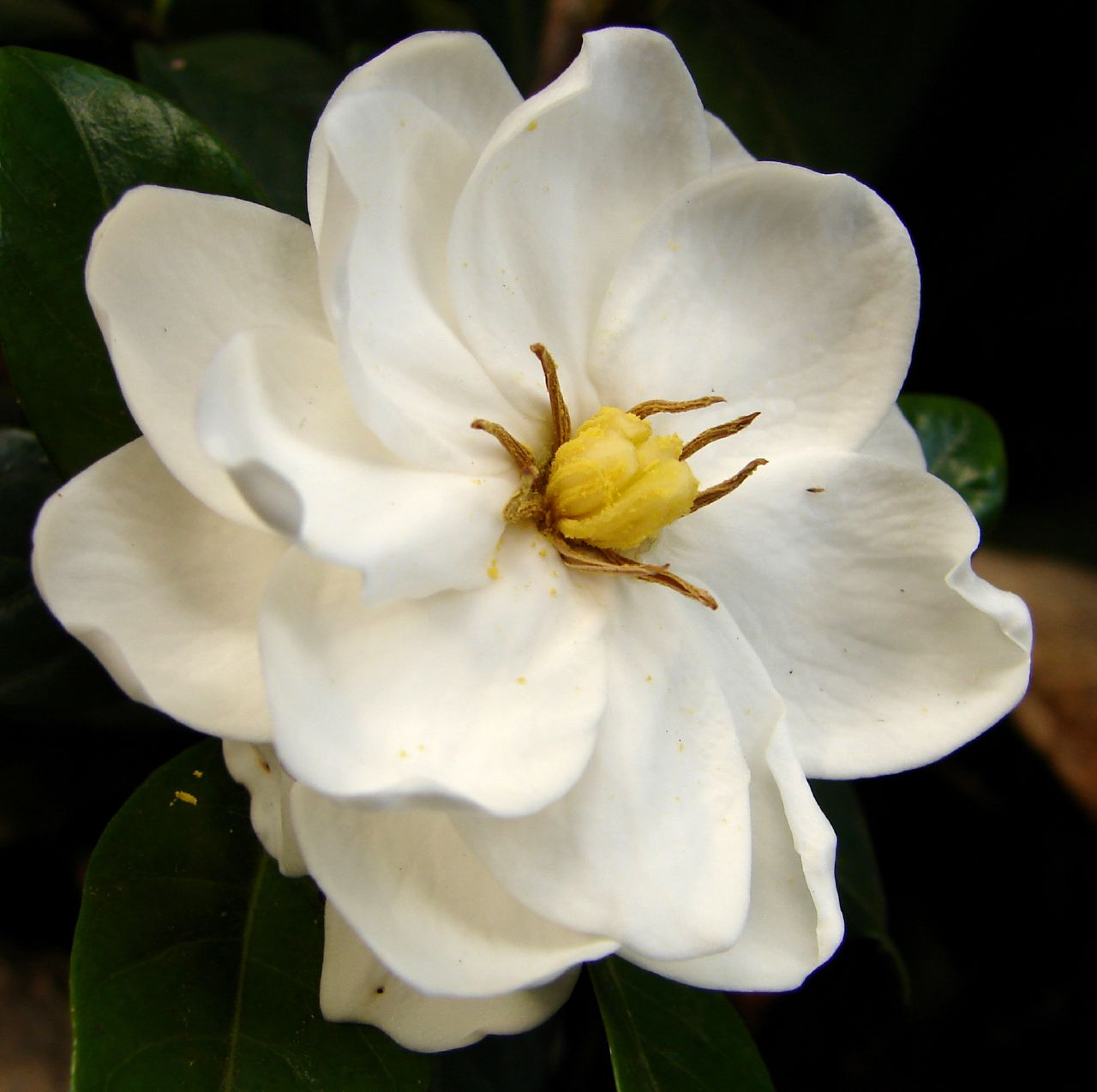
Detall de la flor

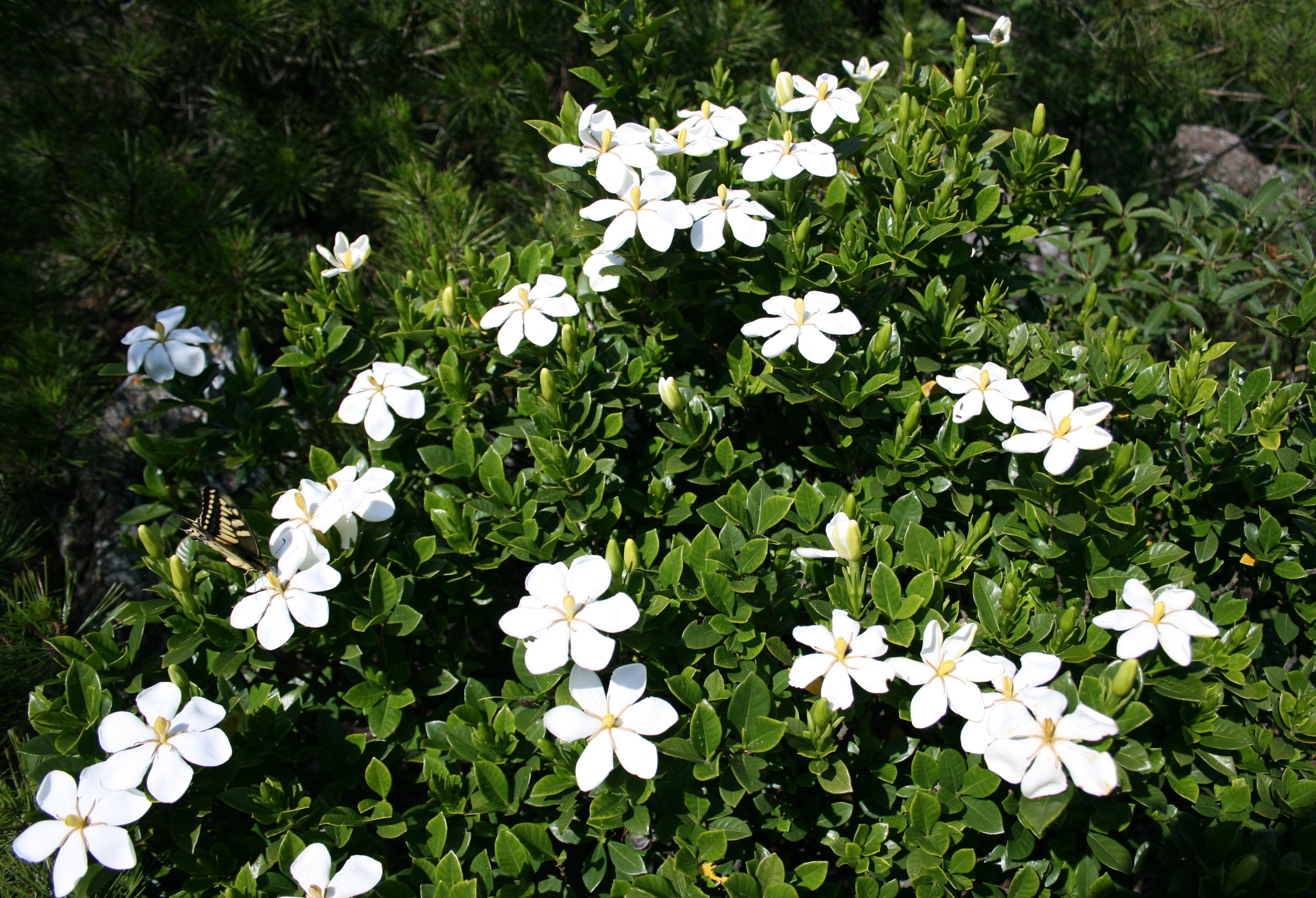
Planta amb flors

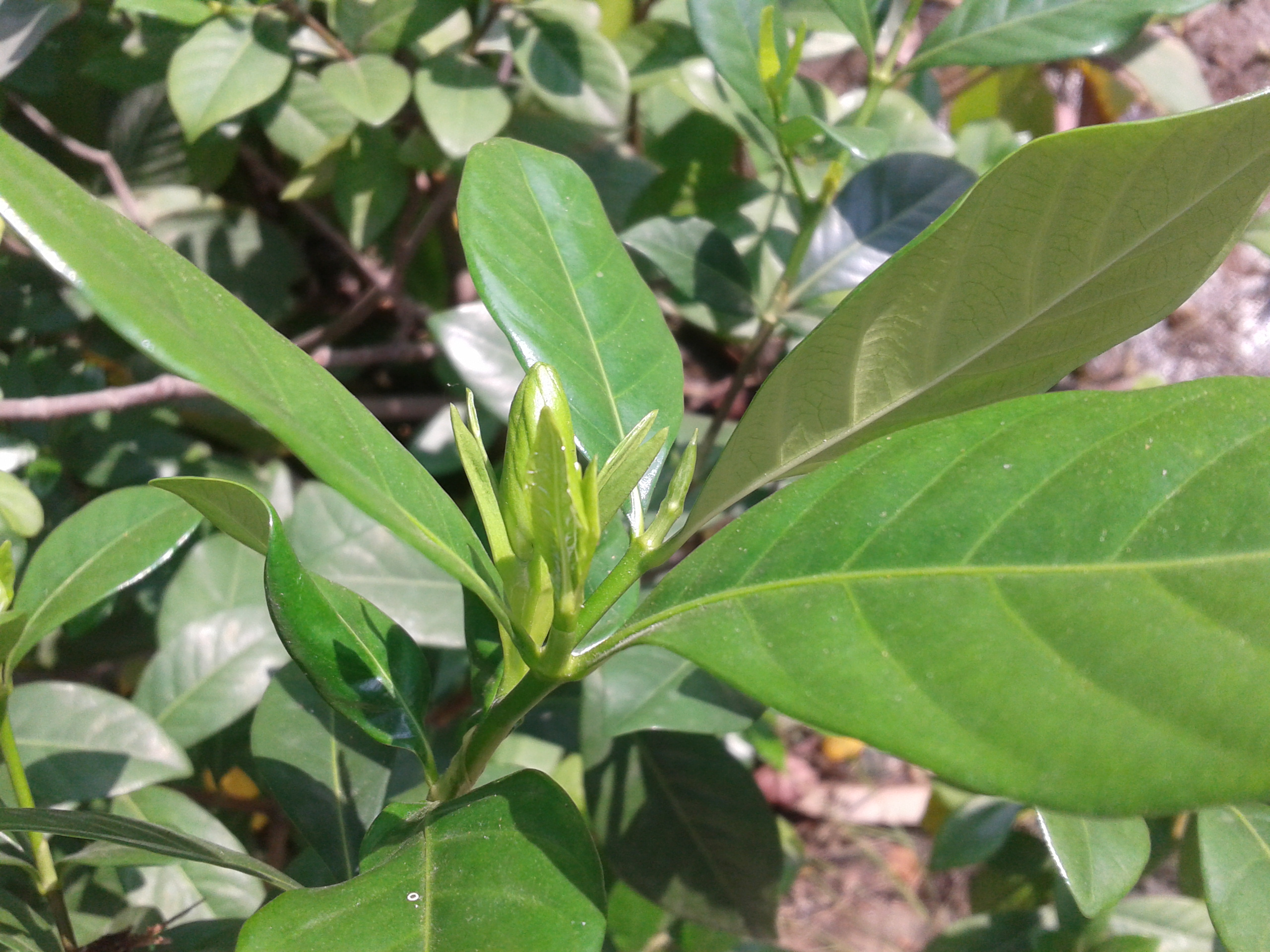
Fulles

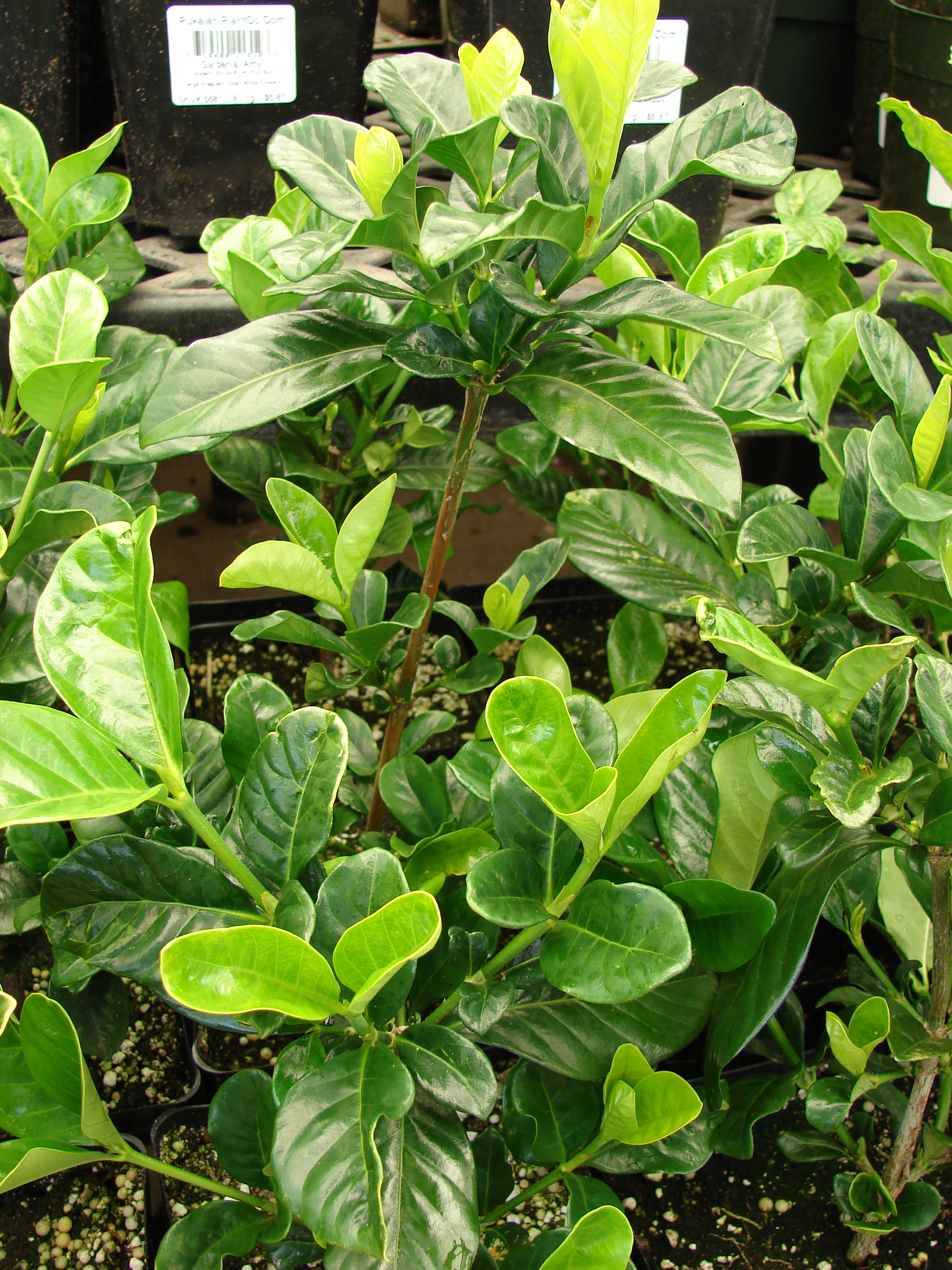
Vista de la planta

## Descripció
Gardenia jasminoides és un arbust que arriba a una grandària de fins a 2(-8) m; amb rametes escabriusculopubèrules. Fulles (2-)5-11 × (1-)2-5,5 cm, amplament el·líptiques o arcaques i el·líptiques, cartàcies a subcoriàcies en assecar-se, glabres en ambdues superfícies o pubèrules en la vena mitjana; la base aguda i sovint decurrent, l'àpex curtament acuminat amb l'acumen fins a 10 mm, els marges lleugerament revoluts; nervadures secundàries de 6-10 parells, broquidòdromes a eucamptòdromes, les aixelles sovint barbades; pecíols: 2–4 mm, pubèruls, alats; estípules: 6–12 mm, unides al voltant de la tija, s'obrin d'una banda formant una estructura espatàcia, glabra. Flors solitàries, terminals; pedicels: 15–20 mm, pubèruls; hipant: 6–15 mm, obcònic, glabre, longitudinalment 5-7-acostellat a 5-7-alat, les costelles s'estenen per formar la vena mitjana dels llops calicins; limb calicí hírtul en l'exterior, el tub 4–5 mm, els llops 5-7, 15–30 mm, oblanceolats, induplicats, aguts; corol·la espargidament pubèrula a l'exterior, el tub 20-50 mm, infundibuliforme, els llops en les formes conreades arreglats en 2-10, cicles de 6, 15–35 mm, arcats i oblongs, obtusos a arredonits; anteres 12–18 mm o sovint malformades o absents en les formes conreades; estigmes: 8–10 mm, 4-lobats. Fruits no produïts en les formes cultivades.

## Història
Tenim l'evidència que Gardenia jasminoides es cultiva a la Xina des de la dinastia Song (960-1279 de): les formes salvatges i de flor doble s'han representat en pintura, com les del Song Huizong, i al s. X l'artista Xu Xi. La dinastia Yuan (1271-1368) la va presentar en laca, i la dinastia Ming en porcellana (1368-1644).
L'estadista anglès sir John Barrow va veure gardènies als vivers de Cantó (Xina) el 1794.

## Usos
La fruita s'utilitza com a colorant groc, per a la roba i el menjar.
Els polinesis de les illes del Pacífic utilitzen aquestes flors fragants per als seus collarets de flors, que es diuen Ei a les Illes Cook, Hei en la Polinèsia Francesa i Lei a Hawaiï.
Els fruits de Gardenia jasminoides fructus s'utilitzen en la medicina tradicional xinesa per "drenar foc", és a dir, en el tractament de certes condicions febrils.
En l'estat de Veracruz s'aplica com a analgèsic quan se sofreix de dolor d'oïdes. A Tlaxcala s'usa contra la tos. A Pobla, per al tractament de la tos ferina, se solen bullir les flors de la gardènia amb les de tulipa (<i id="mwOg">Hibiscus rosa-sinensis</i>) i les de rosa blanca (Rosa gallica) juntament amb fulles de noguera (Juglans règia), Tillandsia imperialis, tomata (sp. n/r) i una mena de tomata de fulla (Physalis pubescens), i en prenen el te com a aigua de temps.

## Taxonomia
Gardenia jasminoides va ser descrita i publicada per John Ellis en Philosophical Transactions of the Royal Society of London 51(2): 935, pl. 23, 1761.
Etimologia
Gardenia: nom genèric donat per Carl Linné en honor d'Alexander Garden (1730-1791), un naturalista escocés.
jasminoides: epítet llatí que significa 'semblant al gesmil".
Sinonímia
- Gardenia angusta (L.) Merr.
- Gardenia angustifolia Lodd.
- Gardenia augusta Merr.
- Gardenia florida L.
- Gardenia grandiflora Lour.
- Gardenia grandiflora Siebold exZucc.
- Gardenia longisepala (Masam.) Masam.
- Gardenia maruba Siebold exBlume
- Gardenia pictorum Hassk.
- Gardenia radicans Thunb.
- Genipa florida (L.) Baill.
- Genipa grandiflora (Lour.) Baill.
- Genipa radicans (Thunb.) Baill.
- Jasminum capense Mill.
- Varneria augusta L.
- Warneria augusta L.[10]